# Lancia herstanellus
Lancia herstanellus là một loài bướm đêm trong họ Crambidae.